# Melanchroia chephise
Melanchroia chephise är en fjärilsart som beskrevs av Stoll 1782. Melanchroia chephise ingår i släktet Melanchroia och familjen mätare. Inga underarter finns listade i Catalogue of Life.

## Bildgalleri

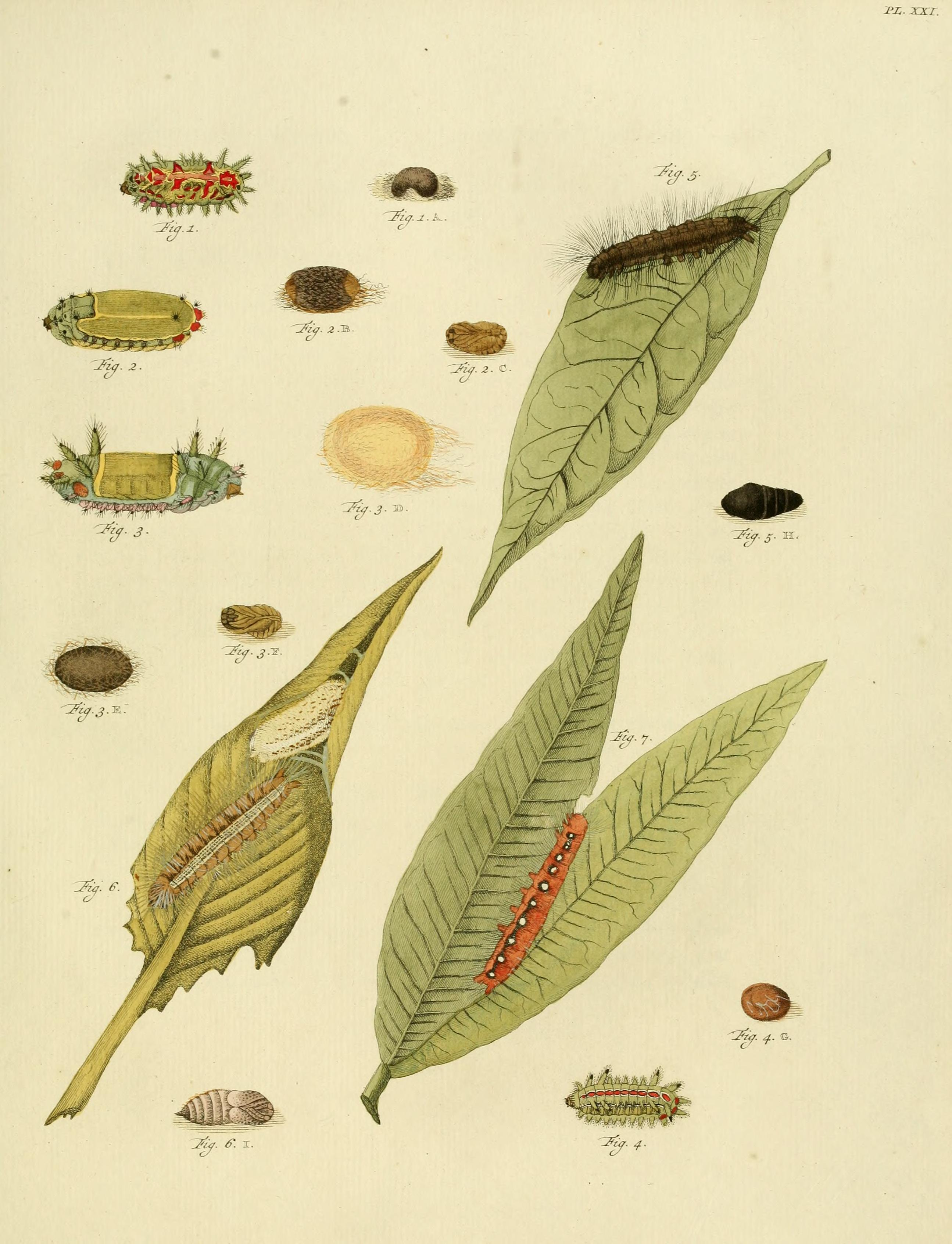
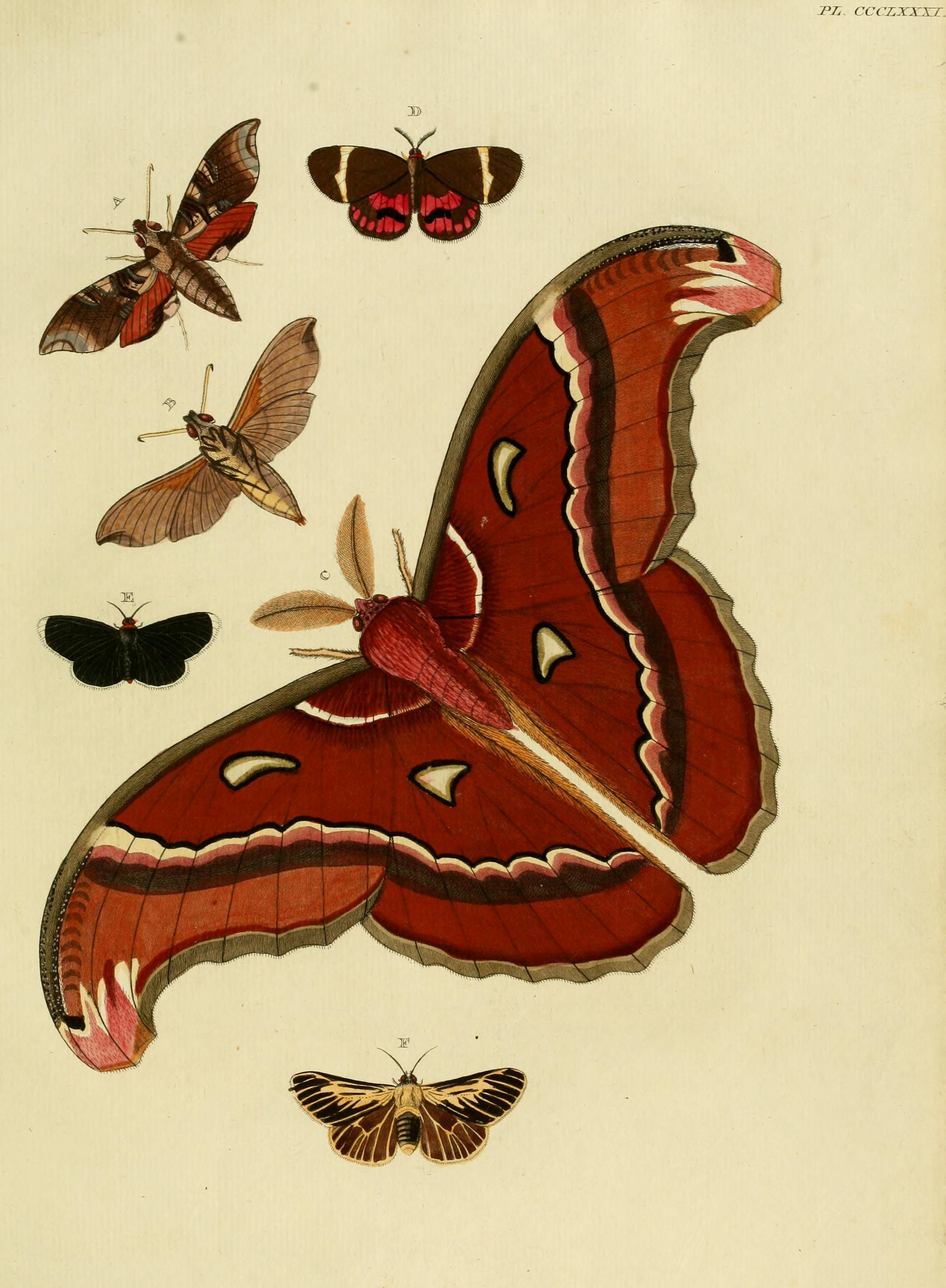
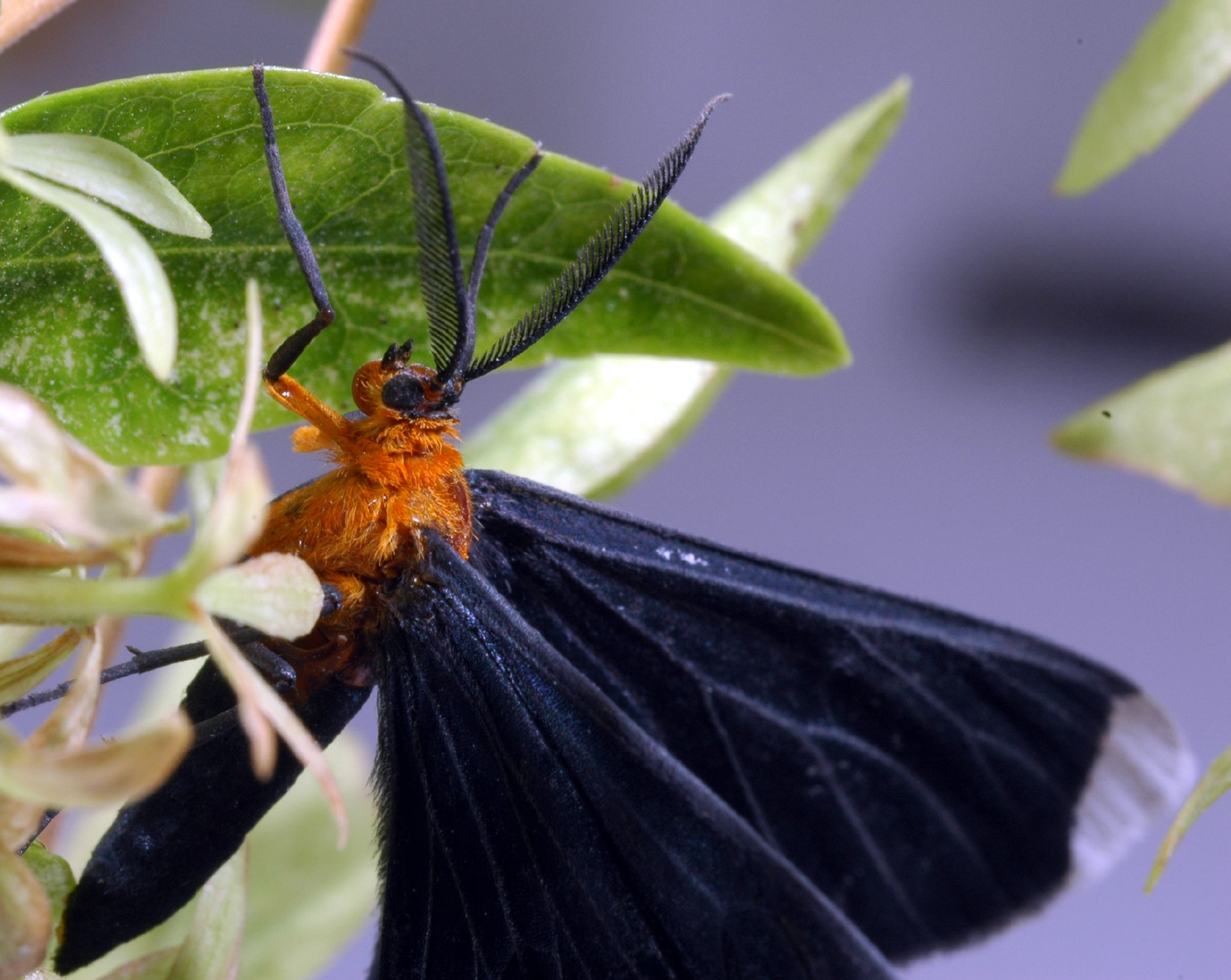
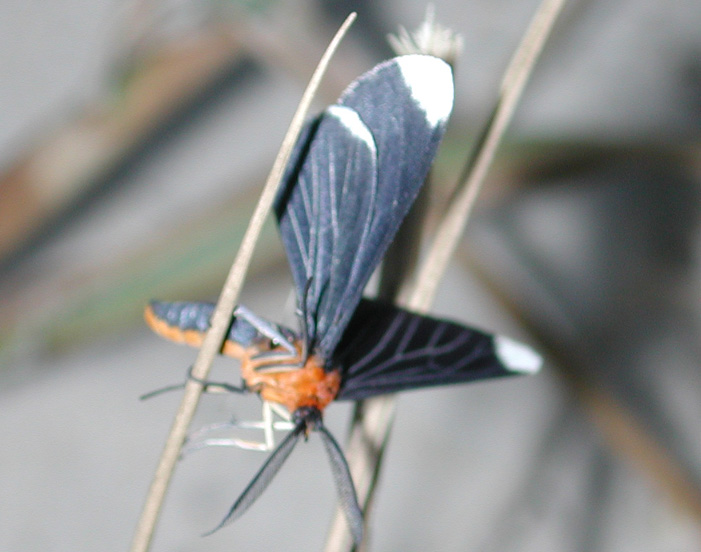
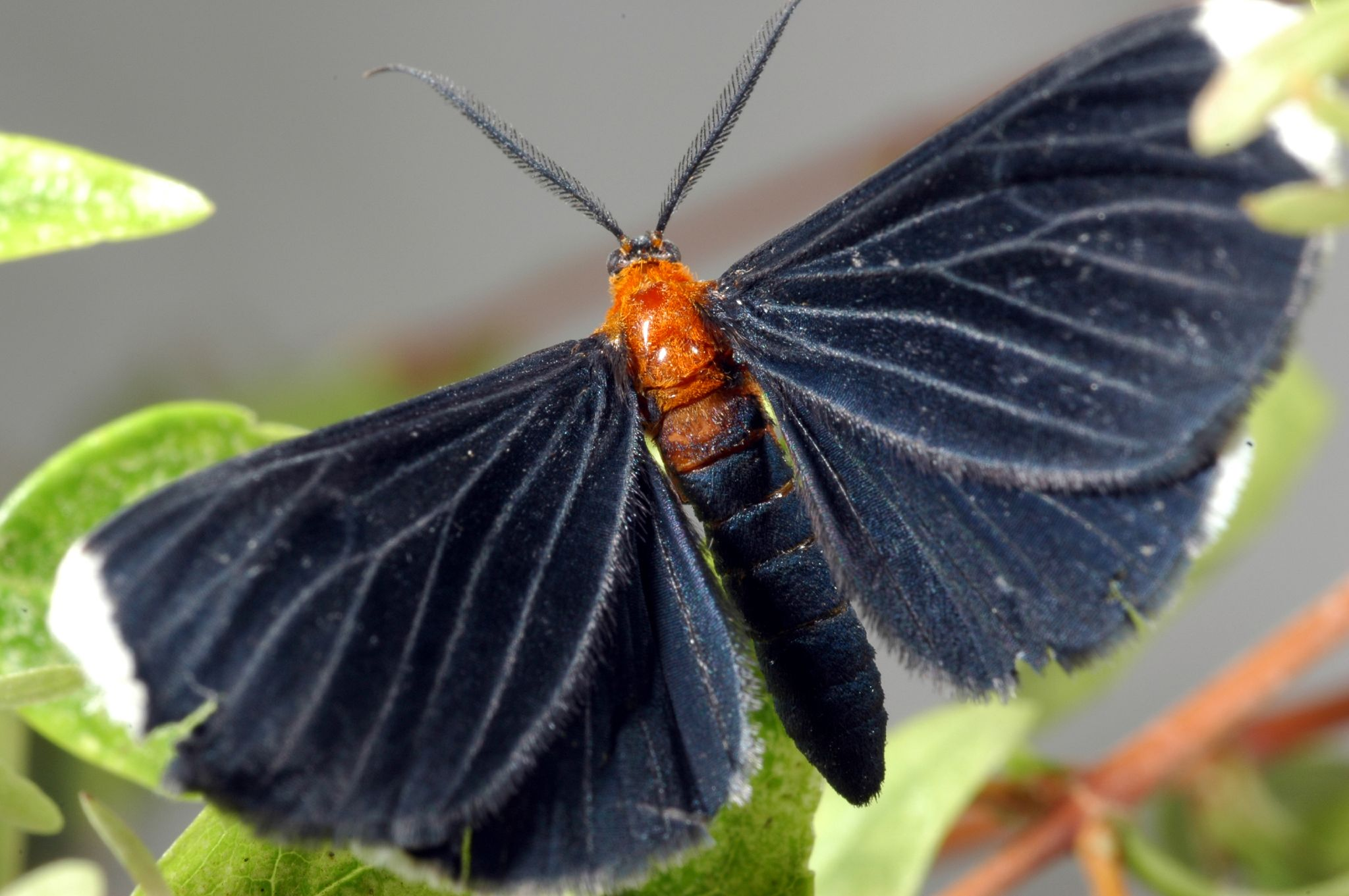